# Jonathan Calleri
Jonathan Calleri, argentinski nogometaš, * 23. november 1993, Buenos Aires, Argentina.
Trenutno je član brazilskega kluba São Paulo, pred tem je igral za All Boys, Boca Juniors, Deportivo Maldonado, West Ham United, Las Palmas, Alavés, Espanyol in Osasuno. Nastopil je na Poletnih olimpijskih igrah 2016.